# Melanagromyza polemonii
Melanagromyza polemonii este o specie de muște din genul Melanagromyza, familia Agromyzidae, descrisă de Boris Borisovitsch Rohdendorf în anul 1953. Conform Catalogue of Life specia Melanagromyza polemonii nu are subspecii cunoscute.